# Cosmochthonius perezinigoi
Cosmochthonius perezinigoi är en kvalsterart som beskrevs av Morell 1988. Cosmochthonius perezinigoi ingår i släktet Cosmochthonius och familjen Cosmochthoniidae. Inga underarter finns listade i Catalogue of Life.